# Анна Ричардовна
Анна Ричардовна — второстепенный персонаж романа «Мастер и Маргарита» Михаила Булгакова. Секретарша председателя Зрелищной комиссии Прохора Петровича.

## Описание персонажа
Булгаков описывал секретаршу как «красавица Анна Ричардовна…», при этом эпитет «красивая» часто сочетается с характеристикой голоса (музыкальным нежным голосом, немного гнусавым «запела дрожащим сопрано», чаще глаголами: взвизгнула, завыла, вскричала/закричала, взрыдала, воскликнула), не описывая собственно внешность. Цитаты: «…Красавица секретарь взвизгнула и, ломая руки, вскричала…», «…тут красавица подбежала к письменному столу и музыкальным нежным голосом, немного гнусавым после плача, воскликнула…», «…Не узнает! Меня не узнает! Вы понимаете? — взрыдала секретарь…», «…Нет, не могу видеть этого, нет, не могу! — закричала Анна Ричардовна…», «…Геее! — распялив совершенно потерявший всякие очертания рот, завыла Анна Ричардовна…», «…стала трясти бухгалтера и кричать…!»
Описание секретарши как красивой женщины идёт с замысла романа: черновой текст «блистающая красотой женщина…» сменился в следующей редакции на «… красавица Сусанна Ричардовна Брокар», затем в «красавица Анна Ричардовна…». У неё эффектная внешность: длинные ноги («в кожаном кресле, … лежала, вытянув ноги почти до средины секретарской, личный секретарь Прохора Петровича, красавица Сусанна Ричардовна Брокар»), макияж («Весь подбородок Сусанны Ричардовны был вымазан губной помадой, а по персиковым щекам ползли с глаз чёрные потоки ресничной краски»).

## Происхождение персонажа
В первых редакциях романа — Сусанна Ричардовна Брокар (Багирова 2004), красавица.
Кандидат исторических наук С. М. Горшков выдвинул предположение, что имя «Анна» (и её скрытая форма «Сусанна») и отчество «Ричардовна» может рассматриваться как отсылка к первому акту пьесы Уильяма Шекспира «Ричард III», где во 2-й сцене Ричард Глостер обольщает леди Анну. Несовпадение того, «что председатель комиссии получил имя Прохор, а не Ричард, объясняется его нетипичностью для нашей страны». А то, что булгаковский эпизод имеет другое направление развития, чем у Шекспира, объясняется как «перевёртывание шекспировского сюжета: не мужчина, причастный к власти, добивается внимания женщины, а наоборот, женщина пытается привлечь к себе внимание находящегося у власти мужчины, скорбя от того, что терпит неудачу» (Горшков 2017).
Доктор филологических наук Ольга Дашевская в статье о типология женских образов в драматургии 1930-х годов выделяет типаж женщина-соблазнительница и рассматривает его на примере комедийной пьесы «Сусанна Борисовна» (1929) Д. Чижевского. В нём заглавная героиня — Сусанна Борисовна, «аристократка по происхождению, княжна в прошлом, привыкшая жить в роскоши и удовольствии, за чужой счёт, на содержании мужчин, и в новой реальности стремится сохранить свои позиции и образ жизни. Она ничем не занимается, её профессия — „быть красивой“».

## Образ Анны Ричардовны в кинематографе
| Название           | Страна | Год  | Режиссёр        | В роли Анны Ричардовны | Примечания |
| ------------------ | ------ | ---- | --------------- | ---------------------- | ---------- |
| Мастер и Маргарита | Польша | 1988 | Мацей Войтышко  | Магдалена Завадская    |            |
| Мастер и Маргарита | Россия | 2005 | Владимир Бортко | Наталья Суркова        | телесериал |